# Arlanxeo
ARLANXEO is een Nederlands chemiebedrijf dat synthetische rubbers (elastomeren) produceert. Van 2016 t/m 2018 was  het een joint venture van Lanxess en de Saoedische oliemaatschappij Saudi Aramco. Inmiddels is het een volledige dochter van Saudi Aramco. Het hoofdkwartier van ARLANXEO is in Den Haag en heeft 20 productielocaties in 9 landen.

## Geschiedenis
Halverwege de jaren 60 van de 20e eeuw ontwikkelde DSM het product Keltan, een variant van EPDM voor gebruik in onder meer de auto-industrie. De productie van Keltan begon op 22 oktober 1967 in een nieuwe fabriek op het grondgebied van de toenmalige gemeente Beek (thans Chemelot, gemeente Sittard-Geleen). Het was destijds de eerste EPDM-fabriek die in Europa werd gebouwd. DSM groeide in de jaren zeventig uit tot een van de grootste producenten van synthetische rubbers in de wereld.
In 1989 nam DSM het Amerikaanse chemiebedrijf Copolymer Rubber & Chemical Corporation over en werd de productie van Keltan uitgebreid naar de Verenigde Staten met een fabriek in Addis, Louisiana. In 1990 werden alle synthetische rubberactiviteiten ondergebracht in een nieuwe aparte divisie genaamd DSM Elastomers, gezeteld in Heerlen. Een nieuwe productielocatie werd verder geopend in 1991 in Japan (Chiba, gesloten in 2004) en in Brazilië werd een fabriek overgenomen in de Zuid-Braziliaanse stad Triunfo.
DSM verkocht in het kader van herstructurering  de divisie Elastomers op 14 december 2010 aan het Duitse chemieconcern Lanxess voor een bedrag van 310 miljoen euro. Hierbij werden de productielocaties in Geleen en het Braziliaanse Triunfo overgenomen en werd de productie van Keltan uitgebreid naar China. Lanxess Elastomers opende in 2013 een nieuw hoofdkantoor op het Chemelot-terrein in Geleen.
In september 2015 werd een joint venture aangekondigd van Lanxess en Saudi Aramco, de grootste oliemaatschappij ter wereld. Per 1 april zijn alle activiteiten van Lanxess Elastomers ondergebracht onder de naam Arlanxeo, een woordcombinatie van beide concerns. Het nieuwe hoofdkantoor is gevestigd in het gebouw De Colonel nabij het centraal station in Maastricht.